# 해안주

해안주

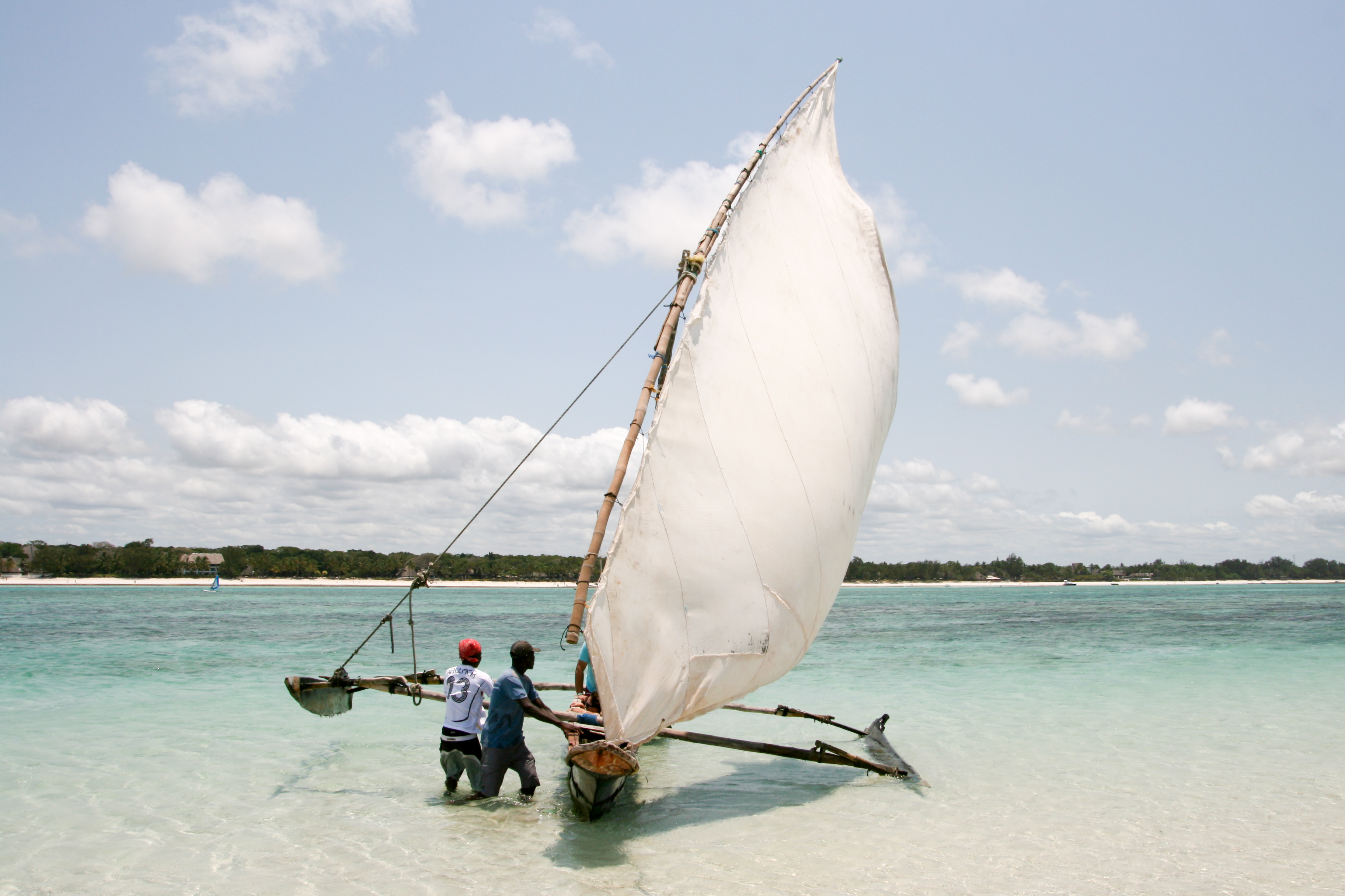

해안주(Coast Province)는 케냐에 존재했던 주다. 주도는 몸바사였으며 면적은 83,603km2, 인구는 2,487,264명(1999년 인구 조사 기준)였다. 북쪽으로는 북동부주, 서쪽으로는 동부주와 리프트밸리주, 동쪽으로는 인도양과 접하며 남서쪽으로는 탄자니아와 국경을 접했다. 13개 구(칼롤레니구, 킬리피구, 킬린디니구, 키낭고구, 콸레구, 라무구, 말린디구, 몸바사구, 음사브웨니구, 타이타구, 타나델타구, 타나리버구, 타베타구)를 관할했다.

## 같이 보기
- 몸바사현
- 콸레현
- 킬리피현
- 타나리버현
- 라무현